# هارييت أيه. كيزر
هارييت أيه. كيزر (27 يوليو 1841-9 أكتوبر 1936) مُصلحة صناعية أمريكية وعاملة بمجال الخدمة الأجتماعية ومؤلفة. كانت كيزر شخصية بارزة في الكفاح من أجل تحسين الظروف الصناعية. وُضعت العديد من الإصلاحات، التي باتت اليوم إجراءات عمل عادية، بفضل جهودها. ارتبط اسم كيزر ارتباطًا وثيقًا بالرابطة الكنسية للنهوض بمصالح العمل، التي تأسست عام 1887، وجمعية المرأة العاملة. كانت إحدى منظمي جمعية حق المرأة في الاقتراع في نيويورك، 1893-1895. عملت كمحررة في هيئة هامر آند بين التابعة للرابطة الكنسية ونشرت ثلاثة كتب.

## الحياة المبكرة والتعليم
وُلدت هارييت (تنطق أحيانًا هارييتا) أميليا كيزر في مدينة نيويورك، في 27 يوليو 1841، وهي ابنة جون هوارد وهارييتا وارد ديكسون توثيل كيزر. غادر جدها الأكبر، مايكل كيزر، النمسا إلى نيويورك، على الرغم من أن المنشأ الهولندي واستقرار أحد أفراد العائلة في النمسا كان من تراث العائلة. أما من جهة الأم، فكانت كيزر من ذرية جون غيدني، الذي غادر مدينة نورفك الإنجليزية في عام 1603، واستقر في مقاطعة ويستتشستر بنيويورك. يمر خط النسب من خلال عائلة هينز وديكسون وتوثيل. كانت عائلة مولي هينز، المذكورة في سجلات حرب الاستقلال الأمريكية، من أسلافهم.
انحدرت كيزر من عائلة كبيرة. تحلت والدتها بروحانية عالية. كان والدها، اليميني المناهض للعبودية، وأحد مؤسسي الحزب الجمهوري، مندوبًا في المؤتمر الوطني الجمهوري، الذي رشح أبراهام لنكولن، لعام 1860 في شيكاغو، وآمن، حتى في ذلك الوقت المبكر، بمنح المرأة حق التصويت. ناقش وضيوفه تلك المسألة وغيرها من المسائل ذات الأهمية بحرية على مائدة العشاء العائلية حيث استمعت هارييت الصغيرة إلى الآراء المتباينة.
كان تعليمها الإلزامي قصيرًا، بضع سنوات في مدرسة عامة في مدينة نيويورك، ثم في أكاديمية إيلنفيل، التي تركتها في سن الرابعة عشرة، تلاها بعض التوجيه الخاص في فن الخطابة واللغة الفرنسية والألمانية والموسيقى. تعلمت القراءة في سن الثالثة، واكتسبت المعرفة من الكتب التي تصفحتها متى شاءت. كان مصدر زادها الرئيسي مكتبة أستور القديمة ومكتبة ميركانتيل، وتُعزى مطالبتها بعد سنوات عديدة بزيادة رواتب أمناء المكتبات إلى حد كبير إلى التوجيه الذي قدموه لها في قراءاتها. كانت تقضي صيفها في نابانوش بنيويورك، متجولة على جبل شاوانجانك سواء سيرًا على الأقدام أو امتطاءً للخيل، ومجدفة بقاربها في الجدول.

## الحياة المهنية
بدأت التدريس في سن 17، خلال الأعوام 1858-1872، ولكن تركته بعد أربع سنوات قضتها في الصفوف الابتدائية وصفوف القواعد بالمدارس العامة في نيويورك، لمواصلة دراسة للموسيقى، وبدء دراسة الفن. التحقت باتحاد كوبر لبعض الوقت، لكنها اضطرت لتركه بسبب الانتكاسات المالية العائلية ما جعل إعالة نفسها لزامًا عليها. دخلت مجال الصحافة، وقدمت مقالات إلى صحيفة إيفنينغ غلوب. استمتعت بالعمل هناك، ولكن ما لبثت الصحيفة أن فشلت بعد عام، ولكون الصحافة النسائية في مراحلها الأولى، ولشح الوظائف، تخلت عن فكرة العمل الصحفي، وركنت إلى إلقاء المحاضرات، وقدمت محاضرتها الأولى، عن السيدات كالمعتاد، في القاعة الكبيرة لاتحاد كوبر. اتضح مع ذلك أن إلقاء المحاضرات قليل للغاية وليس مجزيًا لها، وحلت محله دراسة الكتابة المختزلة.
كانت أولى وظائفها في مجال الأعمال هي كاتبة اختزال لمدقق حسابات شركة ويسترن يونيون وبعدها لصالح نائب رئيس الشركة، وظلت بها، كأول امرأة تعمل في مجال الاختزال في الشركة، لمدة ثلاثة عشر عامًا (1875-1887). كتبت روايتين، واحدة، باسم على الحدود، تشرح النظرية التي لم تنل زخمًا حينئذ لاستخدام الموسيقى في علاج الجنون، والثانية التي اتخذت نيويورك وأيرلندا حيزًا مكانيًا، باسم الأشواك في جانبك، وموضوعها العمل.
أخذت قسطًا ضروريًا من الراحة، في نهاية فترة عملها مع ويسترن يونيون، وذهبت في رحلة إلى إنجلترا. أولت اهتمامًا شديدًا للبعثات في الطرف الشرقي من لندن أثناء وجودها هناك، وقد تأثرت على نحو كبير بعملهم لدرجة أنها ألقت سلسلة من المحاضرات عند عودتها إلى الولايات المتحدة حول هذا الموضوع في عدد من منازل الأبرشية. شغلت منصب أمينة سجل لكلية المعلمين، خلال الفترة 1888-1891، بجامعة كولومبيا، التي كانت في مهدها حينذاك.

## الوفاة
تُوفيت هارييت أيه. كيزر، غير متزوجة، في مدينة نيويورك، يوم 9 أكتوبر من عام 1936.

## الأعمال المختارة

### الروايات
- على الحدود (1882)text
- الأشواك في جانبك (1884)

### السير الحياتية
- المطران بوتر، صديق الشعب (1910)text